# Киричи
Киричи — балка в Туркменском районе Ставропольского края, приток реки Камбулат. По балке протекает река, длина которой — 11 км. Площадь водосборного бассейна — 103 км².
Начинается юго-западнее села Овощи. Течёт в северном направлении по открытой местности. В среднем течении на реке имеется пруд. Впадает в Камбулат справа на расстоянии 1,3 км от устья.

## Данные водного реестра
По данным государственного водного реестра России относится к Донскому бассейновому округу, водохозяйственный участок реки — Калаус, речной подбассейн реки — бассейн притоков Дона ниже впадения Северского Донца. Речной бассейн реки — Дон (российская часть бассейна).
Код водного объекта в государственном водном реестре — 05010500212108200001237.